# 绿风毛菊
绿风毛菊（学名：Saussurea blanda）为菊科风毛菊属下的一个种。

## 扩展阅读
維基物種上的相關：绿风毛菊